# Dziesięć przykazań (serial telewizyjny)
Dziesięć przykazań albo Mojżesz – Dziesięć przykazań (Os Dez Mandamentos) – brazylijski serial telewizyjny z 2015 roku. Serial jest telenowelą opartą na biblijnej Księdze Wyjścia. Światowa premiera miała miejsce 23 marca 2015.

## Obsada
| Aktor                 | Postać                |
| --------------------- | --------------------- |
| Guilherme Winter      | Mojżesz               |
| Sérgio Marone         | Ramzes II             |
| Camila Rodrigues      | Nefertari             |
| Giselle Itié          | Sefora                |
| Petrônio Gontijo      | Aaron                 |
| Vera Zimmerman        | Henutmire             |
| Larissa Maciel        | Miriam                |
| Denise Del Vecchio    | Jokebed               |
| Gabriela Durlo        | Eliszeba              |
| Giuseppe Oristânio    | Paser (wezyr)         |
| Benvindo Sequeira     | Baruch                |
| Eduardo Lago          | Disebek               |
| Lisandra Souto        | Amália, matka Jozuego |
| Luciano Szafir        | Meketre               |
| Sidney Sampaio        | Ozeasz/Jozue          |
| Vitor Hugo            | Korach                |
| Juliana Didone        | Leila                 |
| Felipe Cardoso        | Selofchad             |
| Marcela Barrozo       | Betania               |
| Babi Xavier           | Tais                  |
| Nanda Ziegler         | Judyta                |
| Victor Pecoraro       | Ikeni                 |
| Rayana Carvalho       | Adira                 |
| Tammy di Calafiori    | Ana                   |
| Thierry Figueira      | Anibal                |
| Pérola Faria          | Debora                |
| Licurgo Spinola       | Nun, ojciec Jozuego   |
| Roberta Santiago      | Karoma                |
| Maria Ceiça           | księżniczka Nayla     |
| Paulo Reis            | Eldade                |
| Rafael Sardão         | Uri                   |
| Renato Livera         | Simut                 |
| Rocco Pitanga         | Jahi                  |
| Jorge Pontual         | Menahem               |
| Kiko Pissolato        | Bakenmut              |
| Fernando Sampaio      | Gahiji                |
| Bruno Padilha         | Datan                 |
| Sandro Rocha          | Abirao                |
| Bianka Fernandes      | Abigail               |
| Thaís Müller          | Jeruza                |
| Carlos Bonow          | Ahmos                 |
| Brendha Haddad        | Ines                  |
| Bernardo Velasco      | Eleazar               |
| Rodrigo Vidigal       | Kaleb                 |
| Kátia Moraes          | Bina                  |
| Júlio Oliveira        | Chibale               |
| Jeniffer Setti        | Safira                |
| Aisha Jambo           | Radina                |
| Marco Antônio Gimenez | Nadab                 |
| Fábio Beltrão         | Aoliabe               |
| Larissa Maciel        | Miriam                |
| Erich Pelitz          | Jairo                 |
| José Victor Pires     | Amenhotep             |
| Igor Cosso            | Besaleel              |

## Spis serii
| Seria | Odcinki      | Premierowa emisja | Premierowa emisja | Premierowa emisja                                    | Premierowa emisja                                |
| Seria | Odcinki      | Premiera serii    | Finał serii       | Premiera serii                                       | Finał serii                                      |
| ----- | ------------ | ----------------- | ----------------- | ---------------------------------------------------- | ------------------------------------------------ |
| 1     | 1–176 (176)  | 23 marca 2015     | 23 listopada 2015 | 11 kwietnia 2016 (TV Puls)25 grudnia 2016 (TV Trwam) | 22 grudnia 2016 (TV Puls)25 maja 2020 (TV Trwam) |
| Film  | Film         | 28 stycznia 2016  | 28 stycznia 2016  | nieemitowany                                         | nieemitowany                                     |
| 2     | 177–242 (66) | 4 kwietnia 2016   | 4 lipca 2016      | 1 czerwca 2020 (TV Trwam)                            | 6 września 2021 (TV Trwam)                       |